# Bergen (Gemeinde Dechantskirchen)
Bergen ist eine Ortschaft in der Gemeinde Dechantskirchen im Bezirk Hartberg-Fürstenfeld in der Steiermark.
Die langgezogene Streusiedlung, die sich nördlich von Dechantskirchen am Hang entlang erstreckt, besteht aus zahlreichen Höfen und der kleinen Rotte Drei Häuser, bei der drei Höfe etwas dichter bei einander stehen.
Im Jahr 1768 soll eine gewisse Gertraud Zinklin, damals 29 Jahre, in Bergen mehrere Häuser angezündet haben. Sie wurde deshalb am 22. August 1768 enthauptet und ihr Leichnam verbrannt. Im Haus des Schuhmachermeisters Florian Stögerer, einer ehemaligen Haarstube, welches er um 1890 erwarb und zur Werkstatt umfunktionierte, kann man noch heute die Schuhmacher-Nähmaschine bewundern.